# André Stas
Pour les articles homonymes, voir Stas.
André Stas, né à Rocourt le 19 novembre 1949 et mort à Liège le 26 avril 2023, est un écrivain, poète, aphoriste, collagiste et  plasticien belge. Personnalité prolifique du surréalisme belge, initié à la 'Pataphysique par André Blavier, il est actif dans le milieu de la contre-culture belge où il multiplie les expériences et les collaborations. 

## Biographie
André Stas est licencié en philologie romane de l’université de Liège, où il a été l'élève de Jacques Dubois, de Maurice Piron et de Jean-Marie Klinkenberg, et où il est l'auteur d'un mémoire consacré à l'aphorisme.
En 1974-1975, il enseigne brièvement au collège jésuite Saint-Servais de Liège avant de se plonger dans le milieu de la contre-culture qui le fait se lier et collaborer avec Fernando Arrabal, Roland Topor, Jacques Charlier, Marcel Mariën, Noël Godin, Tom Gutt, Yves Frémion, Jean-Pierre Verheggen, André Balthazar, Franz Bartelt… Il fait partie de l'équipe de l'iconoclaste émission Radio Titanic au début des années 1980 sur la RTBF, est une des chevilles ouvrières du Cirques Divers et travaille comme animateur au Musée d'art différencié.
Créateur prolifique et avant tout humoriste, initié dans les années 1960 par André Blavier à la 'Pataphysique et au surréalisme, André Stas est un plasticien autodidacte et collagiste internationalement reconnu. Son usage de cette technique — son « arme favorite » — a notamment fait l'objet d'une analyse comparative avec les travaux de Max Ernst et Jiří Kolář par le Groupe µ.
Auteur de recueils d'aphorismes — une technique prisée des surréalistes belges et qu'il décrit comme une manière « de retourner la réalité comme un gant en caoutchouc, une façon d'arriver à l'inconnu bouffon caché derrière lui » —, de préfaces d'expositions et illustrateur de nombreuses publications, collaborateur régulier de Fluide glacial, verbicruciste, il est membre fondateur de l'IIREFL — l'Institut international et d'explorations sur les fous littéraires et de l’Académie zygomatique de Paris.
Il meurt à Liège, le 26 avril 2023.

### Titulature 'pataphysique
André Stas est entre autres Régent de la Chaire Fondamentale de Travaux Pratiques d’Aliénation mentale au Collège de ’Pataphysique — dont il est également Correspondant Emphytéote —, Grand Fécial Consort et Commandeur Exquis de l'Ordre de la Grande Gidouille, Grand Dipsomane de l'Empire Impérial, Ministre de la Pataphysique, des Majorettes et des Pom-Pom Girls de l'Empire Kafre, Consul honoraire du Sultanat de Bouillon, Prétendant au Trône de Prince-Évêque de la Principauté de Liège, Grand Jardinier du Paradoxe et du Mensonge Universel et Vice-Amiral Galopin.

## Œuvres (extrait)
- Grenailles errantes, avec des dessins d'Erró, Bruxelles, La Pierre d'Alun, 1995  (ISBN 9782874290206)
- L’Embrouillamaxi, avec des dessins de Roland Topor, Les Marées de la nuit, 1997  (ISBN 9782873403287)
- Les Radis artificiels, aphorismes, illustrations de Roberto Ollivero, Saint Jean du Bruel, Ateliers du Tayrac, 2002  (ISBN 2906014478)
- Battu hors des sentiers, Le Tétras Lyre, coll. « Lettrimage », 2003  (ISBN 9782930494630)
- Alex et Raymonde et autre chose. Fernand Flausch. DEPEINSCULUM, catalogue d'exposition, texte André Stas, Centre wallon d'art contemporain « La Châtaigneraie », Flémalle, 2004
- Le Grand Karmaval, fable, Galopin, Spa, Belgique, 2005, 108 p.  (ISBN 9782916086026)
- « Carte blanche à André Stas », Les Amis de l’Ardenne, n° 8-9, Charleville-Mézières, mars 2005
- Sur les autres mondes, portfolio, Galopin, Spa, Belgique, 15 pl. couleurs
- Les Cent Nouvelles pas neuves, passe-temps livresque, Galopin, Spa, Belgique, 2005, 108 p.  (ISBN 9782916086064)
- 24 Heures dûment, passe-temps livresque, Galopin, Spa, Belgique, 108 p.  (ISBN 2916086080)
- Les Bornes reculées, aphorismes, etc., Galopin, Spa, Belgique, 2006, 128 p., 14 ill.  (ISBN 9782916086149)
- Collages, chez l'artiste, 118 p., 152 ill. couleurs
- Entre les poires et les faux mages, préface de Jean-Bernard Pouy, Éditions des Cendres, 2008  (ISBN 9782867421549) Prix de l'Humour noir Xavier Forneret 2009[13]
- Ubu roi ou La Disparition du tyran polonais (lipogramme en e du texte de Jarry), Alfred Jarry et André Stas, Au crayon qui tue, éditeur, Paris, 2010  (ISBN 9782954650166)
- Les Nègres du Kilimandjaro, journal de voyage, suivi de Ce qu'en pense Yak Rivais et de Le Pot aux roses, avec neuf « Neiges » de Capitaine Lonchamps, Au crayon qui tue, éditeur, Paris, 2012
- Le Pas Sage à l’acte, Cactus Inébranlable éditions, 2014  (ISBN 9782930659220)
- Tout est relatif (et tondu), Cactus Inébranlable éditions, 2021 (ISBN 978-2-39049-047-0)
- Un second cent de nouvelles pas neuves, Cactus Inébranlable éditions, 2021 (ISBN 978-2-39049-030-2)
- André Stas (textes) et Benjamin Monti (dessins), Bref caetera, Bruxelles, La pierre d’alun, coll. « La petite pierre », 2022 (ISBN 978-2-87429-124-1)
- Je pensai donc je fus : Aphorismes complets 1993-2023, Cactus Inébranlable éditions, 2023 (ISBN 978-2-39049-078-4)

## Filmographie partielle
- 2021 : La Dernière Tentation des Belges de Jan Bucquoy